# Russische militaire begraafplaats in Rostock
De Russische militaire begraafplaats in Rostock is een militaire begraafplaats in Mecklenburg-Voor-Pommeren, Duitsland. Op de begraafplaats liggen omgekomen Russische militairen en dwangarbeiders uit de Tweede Wereldoorlog.

## Begraafplaats
De begraafplaats bevat een centraal gelegen monument, met daarvoor de graven van de slachtoffers. Er rusten 397 Russische militairen en 318 dwangarbeiders.